# 폴란드의 레닌
《폴란드의 레닌》(러시아어: Ленин в Польше, 영어: Lenin in Poland, Lenin v Polshe)은 세르게이 유케트비치 감독의 1966년 소련의 드라마 영화이다. 유케트비치는 1966년 칸 영화제에서 최고의 감독상을 받았다.

## 줄거리
1914년 가을. 제1차 세계대전이 시작된지 얼마 되지 않았을 때 레닌(슈툴라우프)은 폴란드에 있는 폴로니노의 산장에 머물고 있었는데, 관헌은 이 혁명가를 군사 스파이라는 명목으로 체포하고 독방에 감금한다. 이야기는 여기서부터 레닌의 회상의 형태로 전개된다. 폴로니노에서의 생활과 여러 부류의 사람들과 만나던 회상, 산장을 찾아온 사람들과 전쟁과 평화, 정치와 예술, 사랑과 자연에 대한 토론 등 이 영화에는 보편적인 뜻의 드라마는 없다. 주인공 레닌의 내적인 모놀로그에 의해서 인간 레닌의 심오한 곳에 초점을 두고 있다. 그래서 이야기는 레닌이 폴란드로부터 추방되어 스위스로 출발하는 것으로 끝난다.

## 캐스트
- Maksim Shtraukh - 블라디미르 레닌 역
- Anna Lisyanskaya - 나데즈다 크룹스카야 역
- Antonina Pavlycheva - 크룹스카야의 어머니 역
- Ilona Kusmierska - 울카 역
- Edmund Fetting - Honecki 역
- Krzysztof Kalczynski - Andrzej 역
- Tadeusz Fijewski - 교도소 비서 역
- Gustaw Lutkiewicz - 수사관 역
- Kazimierz Rudzki - 사제 역
- Zbigniew Skowronski - Matyszezuk 역
- Jarema Stepowski - 사진가 역